# Chris Carr
Christopher Dean "Chris" Carr (Ironton, Misuri; 12 de marzo de 1974) es un entrenador y exjugador de baloncesto estadounidense que jugó seis temporadas en la NBA, y una más en la liga griega. Con 1,96 metros de estatura, lo hacía en la posición de escolta. Desde 2021 es entrenador asistente del equipo de la Universidad Drury, de la División II de la NCAA.

## Trayectoria deportiva

### Universidad
Jugó durante tres temporadas con los Salukis de la Universidad del Sur de Illinois Carbondale, en las que promedió 13,5 puntos y 5,8 rebotes por partido. Fue incluido en el mejor quinteto de la Missouri Valley Conference y elegido Jugador del Año tras ser el máximo anotador de la conferencia, con 22,0 puntos por partido.

### Profesional
Fue elegido en la quincuagésimo sexta posición del Draft de la NBA de 1995 por Phoenix Suns, donde en su única temporada en el equipo ejerció de suplente de Michael Finley, promediando 4,0 puntos y 1,7 rebotes por partido.
Tras no renovar contrato, firmó como agente libre por Minnesota Timberwolves, participando en su primera temporada en el equipo en el Concurso de Mates de la NBA, quedando finalmente en segunda posición tras Kobe Bryant. En su segunda temporada se consolidó como titular, a pesar de lesionarse en la rodilla derecha y perderse 10 partidos, promediando esa temporada 9,9 puntos y 3,0 rebotes por partido.
Con la temporada 1998-99 ya avanzada, entró en un intercambio de jugadores a tres bandas, siendo traspasado a New Jersey Nets junto con Bill Curley y Stephon Marbury. Milwaukee Bucks enviaba a Terrell Brandon a los Timberwolves, los Bucks a Elliot Perry a los Nets, Minnesota a Paul Grant a los Bucks, los Nets a Sam Cassell y Chris Gatling también al equipo de Milwaukee y finalmente Brian Evans y una futura primera ronda del draft pasaban de los Nets a los Timberwolves.
Tras terminar la temporada con los Nets, al año siguiente ficha por Golden State Warriors, pero solo disputa 7 partidos antes de ser despedido. Un mes después firma un contrato de 10 días por Chicago Bulls, quienes finalmente lo renuevan hasta el final de la temporada, promediando 9,8 puntos y 3,2 rebotes por partido.
En el verano del 2000 firma como agente libre por Boston Celtics por una temporada, siendo alineado sólo en 35 partidos, en los que promedia 4,8 puntos y 1,3 rebotes. Antes de retirarse, jugó una temporada en el AEK Atenas de la liga griega, en la que promedió 8,6 puntos y 2,4 rebotes por partido.

## Estadísticas de su carrera en la NBA

### Temporada regular
| Temporada | Edad | Equipo                 | Liga | P   | TIT | MIN  | TC  | TCA | %TC  | 3P  | 3PA | %3P  | TL  | TLA | %TL  | R.OF. | R.DEF. | REB | ASIS | ROB | TAP | PER | FP  | PTS |
| 1995-96   | 21   | Phoenix Suns           | NBA  | 60  | 10  | 9.8  | 1.5 | 3.6 | .415 | 0.2 | 0.7 | .262 | 0.8 | 1.0 | .817 | 0.5   | 1.3    | 1.7 | 0.7  | 0.2 | 0.1 | 0.7 | 1.3 | 4.0 |
| 1996-97   | 22   | Minnesota Timberwolves | NBA  | 55  | 10  | 15.1 | 2.3 | 4.9 | .461 | 0.6 | 1.6 | .352 | 1.0 | 1.3 | .767 | 0.6   | 1.5    | 2.1 | 0.9  | 0.4 | 0.2 | 0.7 | 1.7 | 6.1 |
| 1997-98   | 23   | Minnesota Timberwolves | NBA  | 51  | 40  | 22.8 | 3.7 | 8.9 | .420 | 0.8 | 2.5 | .315 | 1.6 | 1.9 | .848 | 0.8   | 2.2    | 3.0 | 1.7  | 0.3 | 0.2 | 1.4 | 2.5 | 9.9 |
| 1998-99   | 24   | TOTAL                  | NBA  | 39  | 4   | 11.4 | 1.9 | 5.3 | .371 | 0.7 | 1.9 | .373 | 0.7 | 1.0 | .675 | 0.6   | 1.2    | 1.8 | 0.6  | 0.2 | 0.1 | 0.7 | 1.2 | 5.3 |
| 1998-99   | 24   | Minnesota Timberwolves | NBA  | 11  | 2   | 7.4  | 0.8 | 2.4 | .346 | 0.3 | 0.8 | .333 | 0.2 | 0.4 | .500 | 0.0   | 1.1    | 1.1 | 0.6  | 0.1 | 0.1 | 0.4 | 0.8 | 2.1 |
| 1998-99   | 24   | New Jersey Nets        | NBA  | 28  | 2   | 13.0 | 2.4 | 6.4 | .374 | 0.9 | 2.4 | .379 | 0.9 | 1.3 | .694 | 0.8   | 1.3    | 2.1 | 0.6  | 0.3 | 0.0 | 0.9 | 1.3 | 6.6 |
| 1999-00   | 25   | TOTAL                  | NBA  | 57  | 2   | 20.5 | 3.4 | 8.7 | .395 | 0.6 | 1.8 | .317 | 1.9 | 2.2 | .856 | 0.7   | 2.3    | 3.0 | 1.5  | 0.5 | 0.3 | 2.1 | 2.0 | 9.3 |
| 1999-00   | 25   | Golden State Warriors  | NBA  | 7   | 0   | 10.6 | 1.6 | 4.7 | .333 | 0.1 | 1.1 | .125 | 2.3 | 2.7 | .842 | 0.7   | 1.1    | 1.9 | 0.4  | 0.0 | 0.1 | 0.7 | 1.7 | 5.6 |
| 1999-00   | 25   | Chicago Bulls          | NBA  | 50  | 2   | 21.8 | 3.7 | 9.3 | .400 | 0.6 | 1.9 | .333 | 1.8 | 2.1 | .858 | 0.7   | 2.5    | 3.2 | 1.6  | 0.6 | 0.3 | 2.2 | 2.0 | 9.8 |
| 2000-01   | 26   | Boston Celtics         | NBA  | 35  | 0   | 8.8  | 1.5 | 3.2 | .473 | 0.5 | 1.1 | .459 | 1.3 | 1.7 | .767 | 0.3   | 0.9    | 1.3 | 0.3  | 0.1 | 0.1 | 0.5 | 1.3 | 4.8 |
| Total     |      |                        | NBA  | 297 | 66  | 15.2 | 2.5 | 5.9 | .416 | 0.5 | 1.6 | .338 | 1.2 | 1.5 | .807 | 0.6   | 1.6    | 2.2 | 1.0  | 0.3 | 0.2 | 1.0 | 1.7 | 6.7 |

### Playoffs
| Temporada | Edad | Equipo                 | Liga | P | MIN | TCA | TC | 3PA | 3P | TLA | TL | R.OF. | REB | ASIS | ROB | TAP | PER | FP | PTS | %TC  | %3P  | %FT  | MIN  | PTS | REB | AST |
| 1995-96   | 21   | Phoenix Suns           | NBA  | 3 | 36  | 9   | 14 | 2   | 3  | 4   | 5  | 3     | 7   | 4    | 2   | 1   | 4   | 6  | 24  | .643 | .667 | .800 | 12.0 | 8.0 | 2.3 | 1.3 |
| 1996-97   | 22   | Minnesota Timberwolves | NBA  | 1 | 8   | 0   | 2  | 0   | 2  | 0   | 0  | 0     | 2   | 1    | 0   | 0   | 1   | 0  | 0   | .000 | .000 |      | 8.0  | 0.0 | 2.0 | 1.0 |
| Total     |      |                        | NBA  | 4 | 44  | 9   | 16 | 2   | 5  | 4   | 5  | 3     | 9   | 5    | 2   | 1   | 5   | 6  | 24  | .563 | .400 | .800 | 11.0 | 6.0 | 2.3 | 1.3 |